# Thomas Raymond Kelly
Thomas Raymond „Red“ Kelly (* 29. August 1927 in Shelby, Montana; † 9. Juni 2004 in Tacoma, Washington) war ein amerikanischer Jazz-Bassist.
Kelly wuchs in Seattle auf. 1944 begann er seine Karriere bei Johnny Wittwer und Tiny Hill. Er spielte dann bei Sam Donahue (1948) und Chubby Jackson. 1949 tourte mit Charlie Barnet und Herbie Fields, bevor er 1951 im Trio von  mit Red Norvo tätig war. Dann arbeitete er bei Claude Thornhill (1952), Woody Herman (1953), Jimmy Dorsey,  Maynard Ferguson und Lennie Niehaus, bevor er von 1957 bis 1959 bei Stan Kenton spielte. Er nahm mit Med Flory auf sowie mit Jim Hall und Red Mitchell (The Modest Jazz Trio, 1960). In Los Angeles spielte er im Duo mit Claude Williamson. Er tourte bis in die 1970er Jahre mit Harry James. Nach dem Ende seiner Musikerkarriere betrieb er ab 1974 Restaurants und Nachtclubs, wie den Club Tumwater Conservatory bei Olympia (Washington).

## Lexigraphische Einträge
- Carlo Bohländer, Karl Heinz Holler: Reclams Jazzführer (= Reclams Universalbibliothek. Nr. 10185/10196). Reclam, Stuttgart 1970, ISBN 3-15-010185-9.
- Leonard Feather, Ira Gitler: The Biographical Encyclopedia of Jazz. Oxford University Press, New York 1999, ISBN 0-19-532000-X.